# 分離主義
分離主義（ぶんりしゅぎ）は、国内における民族的、宗教的、人種的な少数派が中央からの分離独立を目指すことを指す。

## 概要
対応は、その国の情勢次第である。独立を認めることもあるし、自治権で妥協させることもある。また実力で封殺することもある。あるいは、自主財源がないなどの理由で、大きな声にならないこともある。
- エリトリア、東ティモール民主共和国、南スーダン：長い独立闘争の末国内外の承認を勝ち取ったものであり、後は国家運営を軌道に乗せるだけである。
- コソボ共和国、ソマリランド共和国、アブハジア、沿ドニエストル、南オセチア：独立闘争の末実効支配を行っているが、国際社会の多数派からは承認されていない(事実上独立した地域)。
- スペインのバスク地方・カタルーニャ州、イギリス・北アイルランド：中央政府は自治権を付与している。ハト派は納得しているが、タカ派は武装闘争を厭わない。
- 中華人民共和国におけるチベット（チベット独立運動）・東トルキスタン（東トルキスタン独立運動）・内モンゴル自治区・香港(香港独立運動)、イスラエルにおけるパレスチナ、イラク北部及びトルコのクルド人地域、アンゴラにおけるカビンダ：実力装置を使って独立派を摘発したり、多数派住民の入植を進めて先住民を少数派にしようとする。
- イギリスにおけるスコットランド（スコットランド独立運動）、カナダにおけるケベック州（ケベック独立運動）。普段は独立論は強くならないが、差別問題が起きれば、強くなる。
- 日本における琉球民族。詳細は琉球独立運動を参照。

ナイジェリアにおけるビアフラやロシアにおけるチェチェン、アゼルバイジャンにおけるナゴルノ・カラバフのように、一度独立を宣言した勢力を内戦の末に滅ぼすこともある。
国際的に承認されていないソマリランド、イタリア北部の独立を掲げるイタリアの政党・同盟のように、経済的な理由（利益配分の不均衡など）から分離独立を実行したり、主張したりするケースもある。ユーゴスラビア紛争は、民族的・宗教的対立の他に、鉱工業地帯がスロベニアやクロアチアに集中していたことにより、ここからの利益の再分配が対等に行われていない（利益が農業地帯であるセルビアなど他地域に取られてしまう）、という両国の不満も原因の一つとなっている。

## 分離工作
ある国における分離独立運動を、その国と対立関係にある国や勢力が支援・煽動することもある。
例として
- 2014年のウクライナにおけるドンバス地方独立運動のロシアによる支援[1]
- 日本における沖縄独立運動の中国による支援[2][3]

などが挙げられる。

## 類型

### 民族型分離主義

#### アフリカ

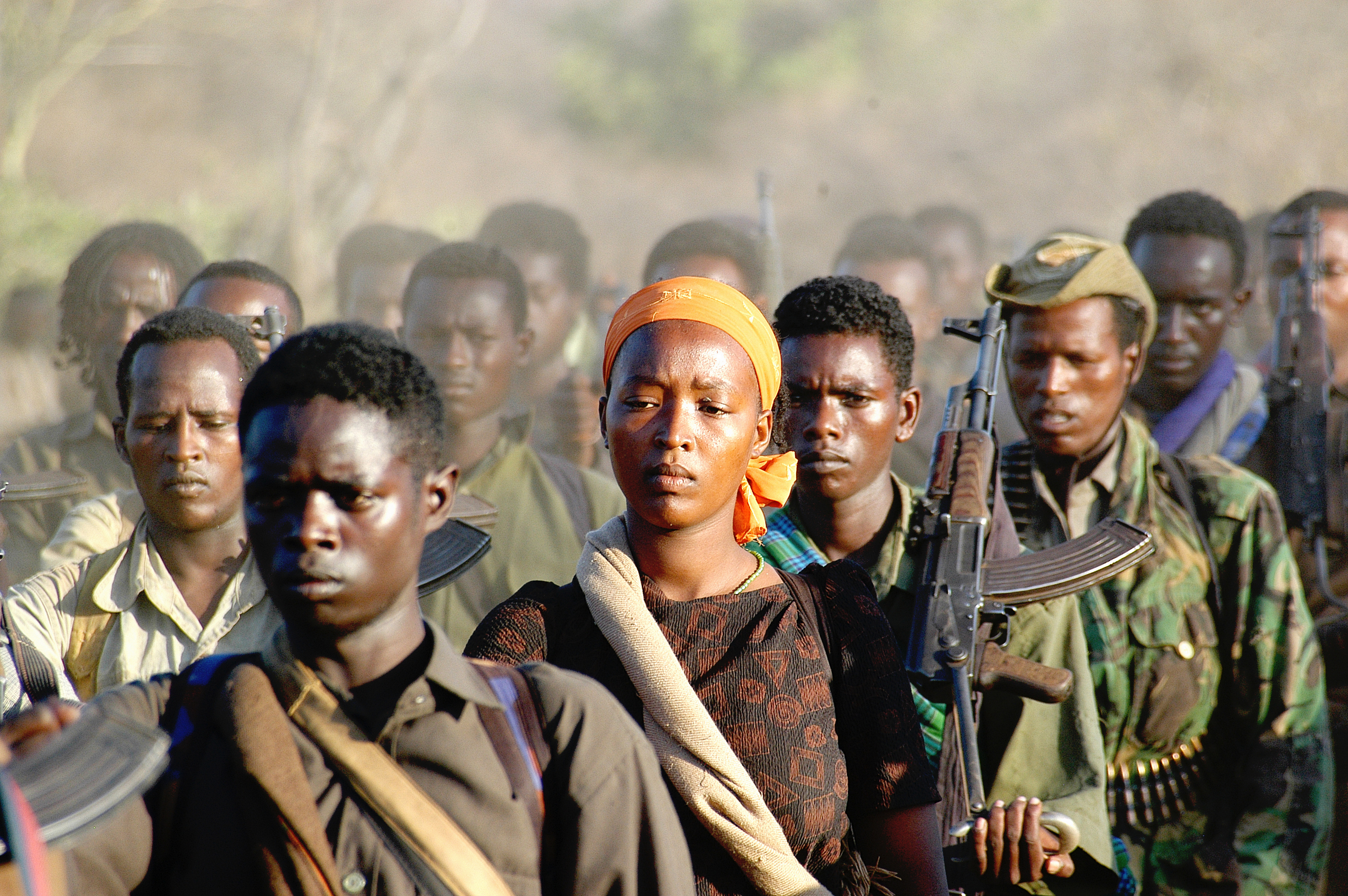
AK-47ライフルを持つケニアのオロモ人解放戦線

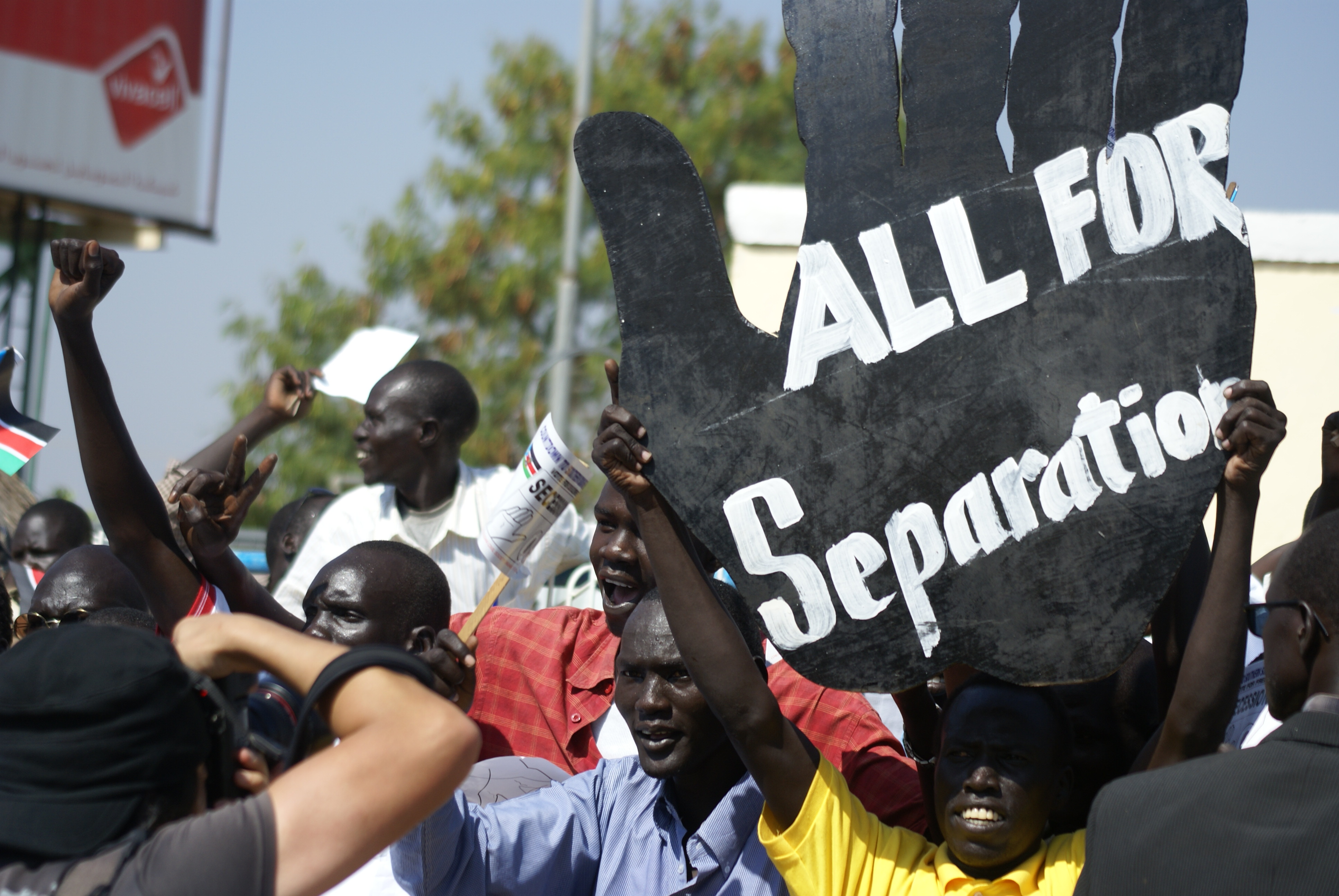
2011年の南部スーダン独立住民投票

- アフリカでは何百もの民族的集団があり[4]現在は54カ国の枠組みに組み込まれているが、しばしば民族自決などの分離主義紛争に帰結することがある[5]。例えばアンゴラ、アルジェリア、ブルンジ、ナミビアのカプリビ回廊、エチオピアの、コンゴ共和国とコンゴ民主共和国、スーダンのダルフール、セネガル、南アフリカ、ウガンダ、西サハラ、ジンバブエなどの地域がそのような状況を呈している。
- ナイジェリアにおける1960年代のイボ人、ハウサ人、ヨルバ人の間で起こったビアフラ戦争はビアフラが分離独立を宣言したことから勃発したが、現在でもニジェール川デルタにおける民族及び石油資源の所有をめぐる対立が継続している。
- リベリアにおけるアフリカ系リベリア人と奴隷貿易によりアメリカに移送され解放・帰国したアメリカ系リベリア人の対立
- 南アフリカにおけるボーア人、アフリカーナー系分離主義
- トゥアレグ族分離主義（ニジェール、北部マリにおけるアザワドなど）
- コモロにおけるアンジュアン島及びモヘリ島分離主義
- アンゴラにおけるカビンダ
- ソマリランド共和国：独立闘争の末実効支配を行っているが、国際社会の多数派からは承認されていない(事実上独立した地域)。

#### アジア

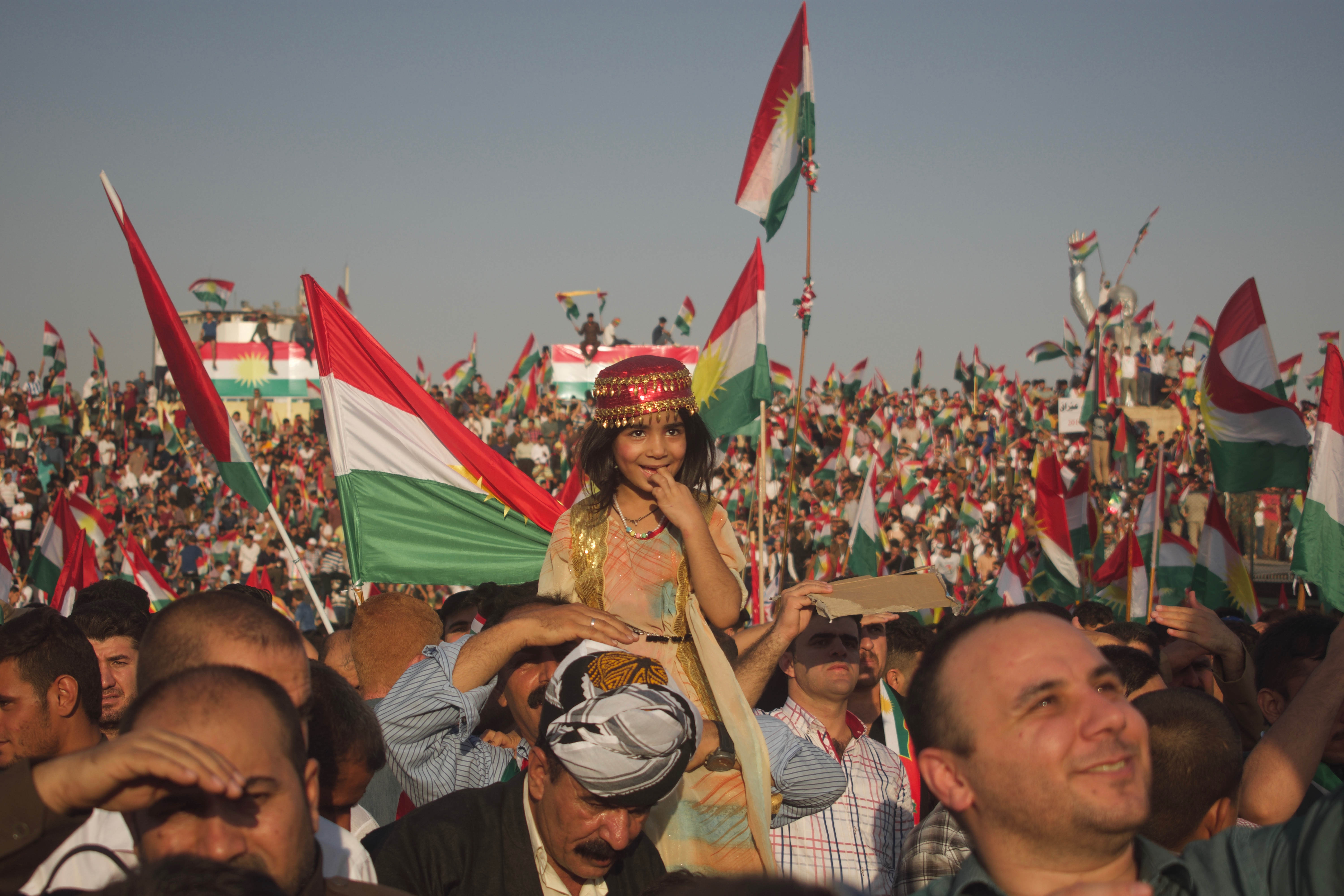
2017年9月国民投票直前のイラン系クルド人による分離独立賛同派デモ

- ソビエト連邦解体後の中央アジア周辺地域では、アルメニア、アゼルバイジャン、ジョージア、カザフスタン、キルギスタン、タジキスタン、トルクメニスタン、ウズベキスタンなどそれぞれ民族自治に基づく国家が成立している。
- キプロスにおけるトルコ系分離主義（北キプロス）
- ジョージアにおける南オセチアとアブハジア分離主義
- アゼルバイジャンにおけるナゴルノ・カラバフのアルメニア人分離主義（アルツァフ共和国）
- イラン、イラク、シリア、トルコのクルディスタンにおけるクルド人分離主義
- パキスタンにおけるバローチ人、シンド人分離主義[6]
- インドにおけるアッサム人独立、ジャンムー・カシミール分離独立運動、北東インド地域分離独立運動[6][7]
- スリランカにおける少数派タミル族分離主義（タミル・イーラム）
- ミャンマーにおけるチン、カチン族、カレン族、ヤカイン族（アラカン族）、ロヒンギャ、シャン族、ワ族の少数派による分離独立運動
- タイにおけるマレー人分離主義
- チベットのダライ・ラマ14世によるガンデンポタン亡命政府[8]
- ウイグルの東トルキスタン独立維持を目指す東トルキスタン共和国亡命政府（独立派は自身を分離主義と認めていない）[9]
- イラン・アーザルバーイジャーンにおけるアゼルバイジャン人分離主義
- マレーシア東部・サバ州（北ボルネオ）及びサラワク州分離主義）

#### 欧州

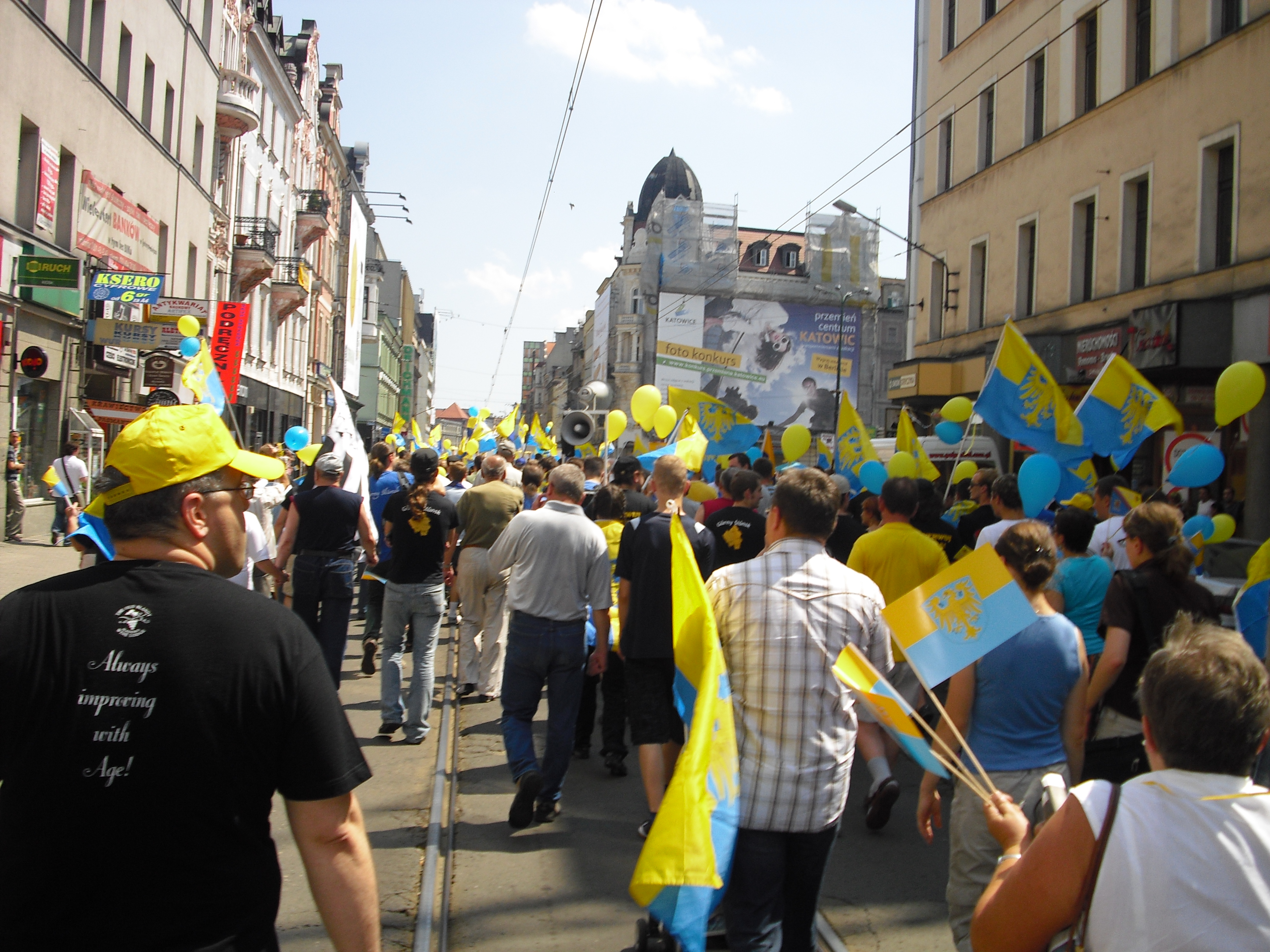
ポーランド・カトヴィツェによるシレジア独立派デモ

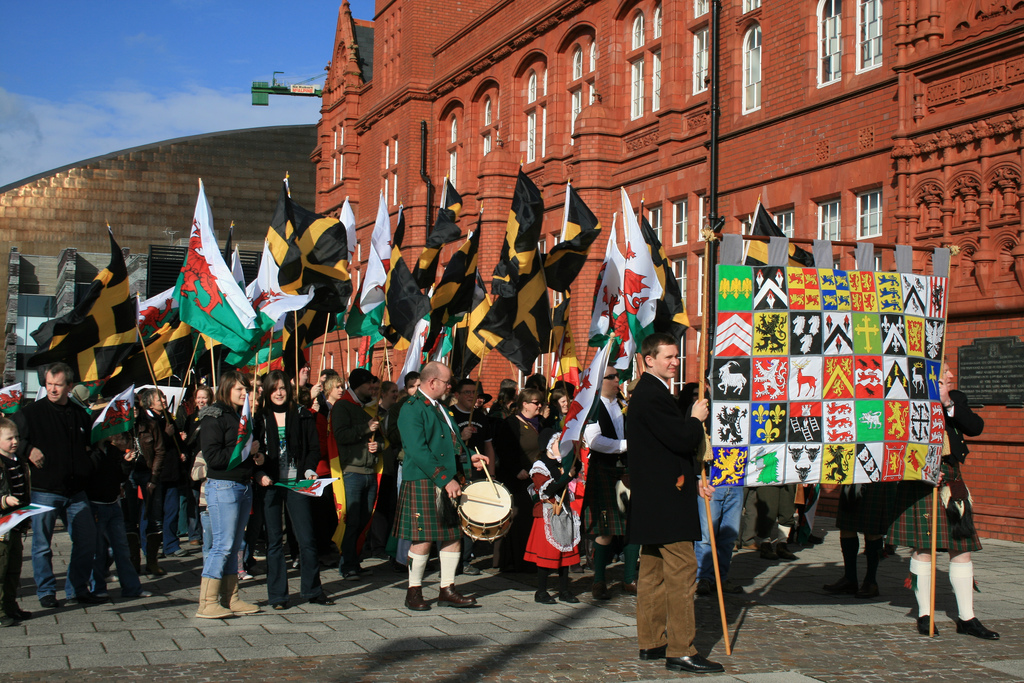
イギリス・カーディフでのウェールズ人デモ

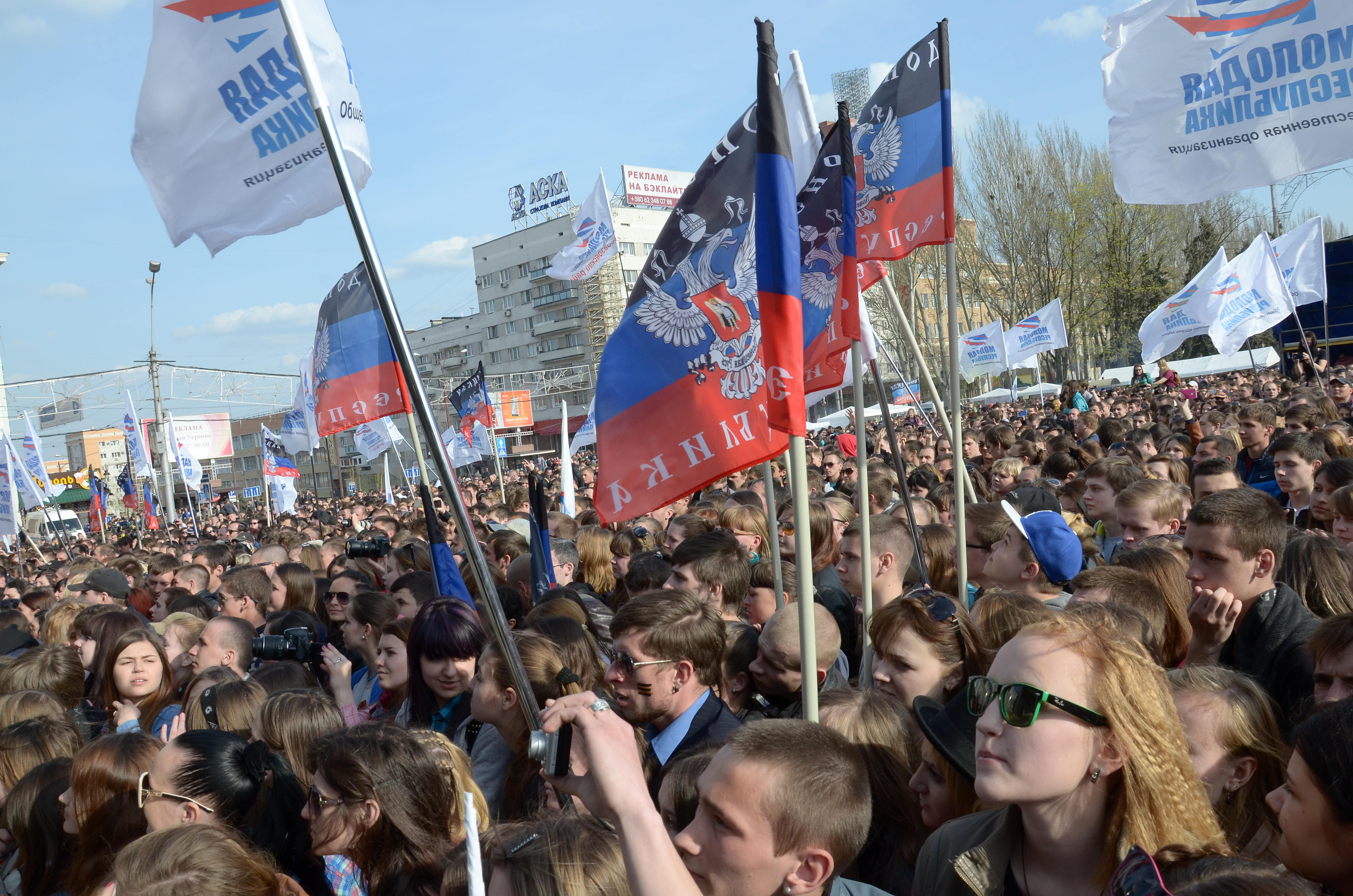
ウクライナ東部のドネツクでの親ロシア系住民デモ

- ドイツにおけるソルブ人分離主義（ラウジッツ）
- デンマーク王国におけるフェロー諸島分離独立運動（フェロー諸島共和国）
- チェコとポーランドにおけるシレジア分離主義
- スペインにおけるバスク分離独立運動とカタルーニャ分離独立運動及び、アンダルシア分離独立運動、アストゥリアス独立運動、バレンシア分離独立運動、カナリア諸島独立運動、ガリシア分離独立運動、ナバラ州など比較的小規模の分離独立運動
- イギリス・ブリテン諸島におけるケルト諸語圏[10]では、コーンウォール、アイルランド、スコットランド、ウェールズなどでの分離独立運動がある。
- フランスにおけるバスク分離独立運動（フランス領バスク）、カタルーニャ分離独立運動に加え、コルシカ島、ブルターニュ、オクシタニア、サヴォワでの分離独立運動。
- イタリアにおけるフリウーリ、パダーニャ（ポー川流域）、サルデーニャ、シチリア、南チロル、旧ヴェネチアでの分離独立運動
- ドイツ・バイエルンの「バイエルン自由国」運動[11]
- ベルギーにおけるオランダ語圏フランドル、フランス語圏ワロン地域の自治権拡大運動
- オランダにおけるフリース人（フリースラント）の分離独立運動
- スイスにおけるジュラ州など各州（カントン）の地理的、宗教的、言語的境界による分離独立主張[12]
- フィンランド領オーランド諸島（現在は自治領）の分離独立派政党「オーランドの未来」
- ロシア連邦からの独立を目指す北コーカサスのチェチェン共和国（チェチェン人）分離独立運動
- ウクライナからロシアへ併合されているクリミア半島帰属問題
- ボスニア・ヘルツェゴビナにおけるセルビア人主体のスルプスカ共和国、コソボ共和国（セルビアとコソボの関係）分離独立問題
- コソボ共和国、北マケドニア共和国、セルビア共和国における大アルバニア主義（アルバニア人主体の民族分離独立運動）
- アルバニアにおけるギリシャ人地域北イピロス[13]分離運動
- ソビエト連邦解体に伴う各民族別自治国の独立・定着（ベラルーシ、エストニア、ラトビア、リトアニア、モルドバ、ウクライナなど）課題
- 東欧の民族・言語境界を前提としたウクライナとロシアの紛争（ウクライナ紛争 (2014年-)、2022年ロシアのウクライナ侵攻）
- デンマーク王国におけるグリーンランド分離独立運動

#### 北アメリカ
- アメリカ合衆国から完全独立を目指すプエルトリコ独立運動
- アメリカ合衆国南西部おけるヒスパニック（特にチカーノ、メキシコ系アメリカ人）によるアステカ・メシカ／ユト・アステカ語族の伝説上の現郷アストランを再生しようとする分離主義運動[14]。ラテンアメリカ人が「宇宙的人種（La Raza Cósmica）」[15]やブロンズ人種（第5の人種）であると言う概念を利用、今日ではラザ・ユニダ党が類似の目的で活動している。
- カナダ・フランス語圏（特にケベック州）における、フランス語とフランス系文化を保護しフランス系カナダ人による独立国樹立を目指すケベック独立運動[16][17][18][19][20]。
- 北アメリカにおけるネイティブ・アメリカン（アメリカ合衆国）やファースト・ネーション（カナダ）など先住民は過去と比べ大きな自治権を獲得している。アメリカインディアン運動、ラコタ・スー族によるラコタ共和国、東オクラホマの諸部族、チェロキー・ネーションなど分離独立を主張する集団もある。

#### 大洋州
- インドネシア、パプアニューギニア・西パプア地域における自由パプア運動
- ニュージーランドにおけるマオリ分離独立運動
- パプアニューギニア・ブーゲンビル自治州[21]及び、東ニューブリテン州における分離独立運動（2019年ブーゲンビル独立住民投票）
- アメリカ合衆国ハワイ州におけるハワイ独立運動
- ニューカレドニアのフランスからの独立を目指すヌメア協議[22]
- イースター島のチリからの分離を目指す自治独立運動[23]

#### 南アメリカ
- 白人が人口の多数（主にドイツ系とイタリア系）を占めるブラジル南部3州の分離独立を主張する「南は私の国（O Sul é o Meu País / The South is My Country）」運動[24]

- チリとアルゼンチンにおけるマプチェ分離主義（マプチェ抵抗運動、アラウコ・マレコ連携運動などの集団が土地回復運動を行っている）[25]

- ベネズエラにおけるスリア分離独立運動[26]